# Mediator (patrón de diseño)
El patrón mediador define un objeto que encapsula cómo un conjunto de objetos interactúan. Este patrón de diseño está considerado como un patrón de comportamiento debido al hecho de que puede alterar el comportamiento del programa en ejecución.
Habitualmente un programa está compuesto de un número de clases (muchas veces elevado). La lógica y computación es distribuida entre esas clases. Sin embargo, cuantas más clases son desarrolladas en un programa, especialmente durante mantenimiento y/o refactorización, el problema de comunicación entre estas clases quizás llegue a ser más complejo. Esto hace que el programa sea más difícil de leer y mantener. Además, puede llegar a ser difícil cambiar el programa, ya que cualquier cambio podría afectar código en muchas otras clases.
Con el patrón mediador, la comunicación entre objetos es encapsulada con un objeto mediador. Los objetos no se comunican de forma directa entre ellos, en lugar de ello se comunican mediante el mediador. Esto reduce las dependencias entre los objetos en comunicación, reduciendo entonces la Dependencia de código.

## Definición
La esencia del Patrón Mediador es "Definir un objeto que encapsula cómo un conjunto de objetos interactúan. El mediador busca reducir la dependencia evitando que los objetos se relacionen entre ellos de forma explícita, y permitiendo variar cualquier interacción independientemente".

## Ejemplo
- Wikilibros en inglés alberga un libro o manual sobre Computer Science Design Patterns/Mediator.

```
import
 
java.awt.Font
;

import
 
java.awt.event.ActionEvent
;

import
 
java.awt.event.ActionListener
;

import
 
javax.swing.JButton
;

import
 
javax.swing.JFrame
;

import
 
javax.swing.JLabel
;

import
 
javax.swing.JPanel
;

//Interfaz Amigo

interface
 
Command
 
{

    
void
 
execute
();

}

//Mediador Abstracto

interface
 
IMediator
 
{

    
void
 
book
();

    
void
 
view
();

    
void
 
search
();

    
void
 
registerView
(
BtnView
 
v
);

    
void
 
registerSearch
(
BtnSearch
 
s
);

    
void
 
registerBook
(
BtnBook
 
b
);

    
void
 
registerDisplay
(
LblDisplay
 
d
);

}

//Mediador Concreto

class
 
Mediator
 
implements
 
IMediator
 
{

    
BtnView
 
btnView
;

    
BtnSearch
 
btnSearch
;

    
BtnBook
 
btnBook
;

    
LblDisplay
 
show
;

    
//....

    
void
 
registerView
(
BtnView
 
v
)
 
{

        
btnView
 
=
 
v
;

    
}

    
void
 
registerSearch
(
BtnSearch
 
s
)
 
{

        
btnSearch
 
=
 
s
;

    
}

    
void
 
registerBook
(
BtnBook
 
b
)
 
{

        
btnBook
 
=
 
b
;

    
}

    
void
 
registerDisplay
(
LblDisplay
 
d
)
 
{

        
show
 
=
 
d
;

    
}

    
void
 
book
()
 
{

        
btnBook
.
setEnabled
(
false
);

        
btnView
.
setEnabled
(
true
);

        
btnSearch
.
setEnabled
(
true
);

        
show
.
setText
(
"booking..."
);

    
}

    
void
 
view
()
 
{

        
btnView
.
setEnabled
(
false
);

        
btnSearch
.
setEnabled
(
true
);

        
btnBook
.
setEnabled
(
true
);

        
show
.
setText
(
"viewing..."
);

    
}

    
void
 
search
()
 
{

        
btnSearch
.
setEnabled
(
false
);

        
btnView
.
setEnabled
(
true
);

        
btnBook
.
setEnabled
(
true
);

        
show
.
setText
(
"searching..."
);

    
}

    

}

//Un amigo concreto

class
 
BtnView
 
extends
 
JButton
 
implements
 
Command
 
{

    
IMediator
 
med
;

    
BtnView
(
ActionListener
 
al
,
 
IMediator
 
m
)
 
{

        
super
(
"View"
);

        
addActionListener
(
al
);

        
med
 
=
 
m
;

        
med
.
registerView
(
this
);

    
}

    
public
 
void
 
execute
()
 
{

        
med
.
view
();

    
}

    

}

//Un amigo concreto

class
 
BtnSearch
 
extends
 
JButton
 
implements
 
Command
 
{

    
IMediator
 
med
;

    
BtnSearch
(
ActionListener
 
al
,
 
IMediator
 
m
)
 
{

        
super
(
"Search"
);

        
addActionListener
(
al
);

        
med
 
=
 
m
;

        
med
.
registerSearch
(
this
);

    
}

    
public
 
void
 
execute
()
 
{

        
med
.
search
();

    
}

    

}

//Un amigo concreto

class
 
BtnBook
 
extends
 
JButton
 
implements
 
Command
 
{

    
IMediator
 
med
;

    
BtnBook
(
ActionListener
 
al
,
 
IMediator
 
m
)
 
{

        
super
(
"Book"
);

        
addActionListener
(
al
);

        
med
 
=
 
m
;

        
med
.
registerBook
(
this
);

    
}

    
public
 
void
 
execute
()
 
{

        
med
.
book
();

    
}

}

class
 
LblDisplay
 
extends
 
JLabel
 
{

    
IMediator
 
med
;

    
LblDisplay
(
IMediator
 
m
)
 
{

        
super
(
"Just start..."
);

        
med
 
=
 
m
;

        
med
.
registerDisplay
(
this
);

        
setFont
(
new
 
Font
(
"Arial"
,
 
Font
.
BOLD
,
 
24
));

    
}

}

class
 
MediatorDemo
 
extends
 
JFrame
 
implements
 
ActionListener
 
{

    
IMediator
 
med
 
=
 
new
 
Mediator
();

    
MediatorDemo
()
 
{

        
JPanel
 
p
 
=
 
new
 
JPanel
();

        
p
.
add
(
new
 
BtnView
(
this
,
 
med
));

        
p
.
add
(
new
 
BtnBook
(
this
,
 
med
));

        
p
.
add
(
new
 
BtnSearch
(
this
,
 
med
));

        
getContentPane
().
add
(
new
 
LblDisplay
(
med
),
 
"North"
);

        
getContentPane
().
add
(
p
,
 
"South"
);

        
setSize
(
400
,
 
200
);

        
setVisible
(
true
);

    
}

    
public
 
void
 
actionPerformed
(
ActionEvent
 
ae
)
 
{

        
Command
 
comd
 
=
 
(
Command
)
 
ae
.
getSource
();

        
comd
.
execute
();

    
}

    
public
 
static
 
void
 
main
(
String
[]
 
args
)
 
{

        
new
 
MediatorDemo
();

    
}

}

```

## Participantes
Mediador - define la interfaz para la comunicación entre objetos amigos
MediadorConcreto - implementa la interfaz Mediador y coordina la comunicación entre objetos amigos. Es consciente de todos los amigos y su propósito en lo que concierne a la comunicación entre ellos.
AmigoConcreto - se comunica con otros amigos a través de su Mediador